# Slănic
Slănic – miasto w południowej Rumunii (Wołoszczyzna), w okręgu Prahova. Liczy 7249 mieszkańców (dane na rok 2002). Miasto jest ośrodkiem wydobycia soli kamiennej i uzdrowiskiem ze słonymi jeziorami.